# Shoegazing
Shoegazing (sau shoegaze, inițial cunoscut ca dream pop) este un gen al rock-ului alternativ și indie care a apărut în Marea Britanie la sfârșitul anilor 1980. Se caracterizează prin amestecul eteric de sunete obscure, distorsiuni de chitară și efecte, feedback audio și volum copleșitor.